# Robert Nugent Lynch
Robert Nugent Lynch (Charleston, 27 maggio 1941) è un vescovo cattolico statunitense, dal 28 novembre 2016 vescovo emerito di Saint Petersburg.

## Biografia
Monsignor Robert Nugent Lynch è nato a Charleston, Virginia Occidentale, il 27 maggio 1941 da Howard ed Elizabeth Hubbard.

### Formazione e ministero sacerdotale
Nel maggio del 1963 ha conseguito il Bachelor of Arts presso il Pontificio collegio Josephinum di Worthington e nel maggio del 1978 un Master of Divinity presso il seminario nazionale "Papa Giovanni XXIII" di Weston.
Il 13 maggio 1978 è stato ordinato presbitero per l'arcidiocesi di Miami da monsignor Edward Anthony McCarthy. In seguito è stato vicario parrocchiale della parrocchia di San Giacomo a North Miami, rettore e presidente del St. John Vianney College Seminary di Miami e parroco della parrocchia di San Marco a Fort Lauderdale.

### Ministero episcopale
Il 5 dicembre 1995 papa Giovanni Paolo II lo ha nominato vescovo di Saint Petersburg. Ha ricevuto l'ordinazione episcopale il 26 gennaio successivo nella cattedrale di San Giuda apostolo a St. Petersburg dall'arcivescovo metropolita di Miami John Clement Favalora, coconsacranti l'arcivescovo emerito di Miami Edward Anthony McCarthy e l'arcivescovo titolare di Orta Paul Casimir Marcinkus. Durante la stessa celebrazione ha preso possesso della diocesi.
Monsignor Lynch ha proseguito la riorganizzazione e la gestione della diocesi iniziata sotto monsignor John Clement Favalora. Ha commissionato la costruzione di un nuovo centro pastorale. Il 31 marzo 2000 il nuovo Bishop W. Thomas Larkin Pastoral Center è stato ufficialmente dedicato. Ha anche assunto un ruolo attivo nella pianificazione della futura costruzione di nuove scuole cattoliche e di miglioramenti alle scuole esistenti.
Monsignor Lynch ha prestato servizio come segretario generale della Conferenza cattolica degli Stati Uniti (USCC) e della Conferenza nazionale dei vescovi cattolici (NCCB).
Dal 2 giugno 1998 al 14 gennaio 1999 è stato amministratore apostolico di Palm Beach.
Nel 2001 l'ex direttore delle comunicazioni diocesano lo ha accusato di molestie sessuali. Il vescovo ha rigettato le accuse. La diocesi ha pagato l'accusatore 100 000 dollari, ma il vescovo ha specificato che la somma era una liquidazione e non un risarcimento. L'avvocato dell'accusatore ha dichiarato che ci sono stati "palpeggiamenti indesiderati", ma non "azioni sessuali esplicite".
Nel maggio del 2012 ha compiuto la visita ad limina.
La diocesi di Saint Petersburg durante l'episcopato di monsignor Lynch ha speso 4,7 milioni di dollari per risolvere casi di cattiva condotta sessuale.
Il 28 novembre 2016 papa Francesco ha accettato la sua rinuncia al governo pastorale della diocesi.

## Genealogia episcopale
La genealogia episcopale è:
- Cardinale Scipione Rebiba
- Cardinale Giulio Antonio Santori
- Cardinale Girolamo Bernerio, O.P.
- Arcivescovo Galeazzo Sanvitale
- Cardinale Ludovico Ludovisi
- Cardinale Luigi Caetani
- Cardinale Ulderico Carpegna
- Cardinale Paluzzo Paluzzi Altieri degli Albertoni
- Papa Benedetto XIII
- Papa Benedetto XIV
- Papa Clemente XIII
- Cardinale Marcantonio Colonna
- Cardinale Giacinto Sigismondo Gerdil, B.
- Cardinale Giulio Maria della Somaglia
- Cardinale Carlo Odescalchi, S.I.
- Cardinale Costantino Patrizi Naro
- Cardinale Lucido Maria Parocchi
- Papa Pio X
- Cardinale Gaetano De Lai
- Cardinale Raffaele Carlo Rossi, O.C.D.
- Cardinale Amleto Giovanni Cicognani
- Cardinale Pio Laghi
- Arcivescovo John Clement Favalora
- Vescovo Robert Nugent Lynch